# Лещинський Валентин Борисович
Валентин Борисович Лещинський (10 травня 1938, селище Андрушівка, тепер місто Бердичівського району Житомирської області — ?) — молдавський радянський діяч, керуючий справами ЦК КП Молдавії. Член ЦК КП Молдавії в 1976—1990 роках. Депутат Верховної Ради Молдавської РСР 9—11-го скликань.

## Біографія
Народився в родині службовця. У 1956 році закінчив Житомирський будівельний технікум.
У 1956—1957 роках — технік-будівельник виконавчого комітету Базарської районної ради депутатів трудящих Житомирської області.
З 1957 до 1960 року служив у Радянській армії.
Член КПРС з 1960 року.
У 1960—1965 роках — студент Одеського інженерно-будівельного інституту
У 1966—1967 роках — майстер, заступник начальника цеху Бельцького заводу залізобетонних виробів та великопанельного домобудування № 5 Молдавської РСР.
У 1967—1969 роках — завідувач відділу промисловості та транспорту Бельцького міського комітету КП Молдавії.
У 1969—1970 роках — секретар, у 1970—1972 роках — 2-й секретар Бельцького міського комітету КП Молдавії.
У 1972—1974 роках — слухач Вищої партійної школи при ЦК КПРС у Москві.
У 1974 — після 1987 року — керуючий справами ЦК КП Молдавії.
Подальша доля невідома.

## Нагороди
- орден Трудового Червоного Прапора
- орден «Знак Пошани»
- медалі
- Заслужений будівельник Молдавської РСР